# Richard-Wagner-Denkmal (Berlin)

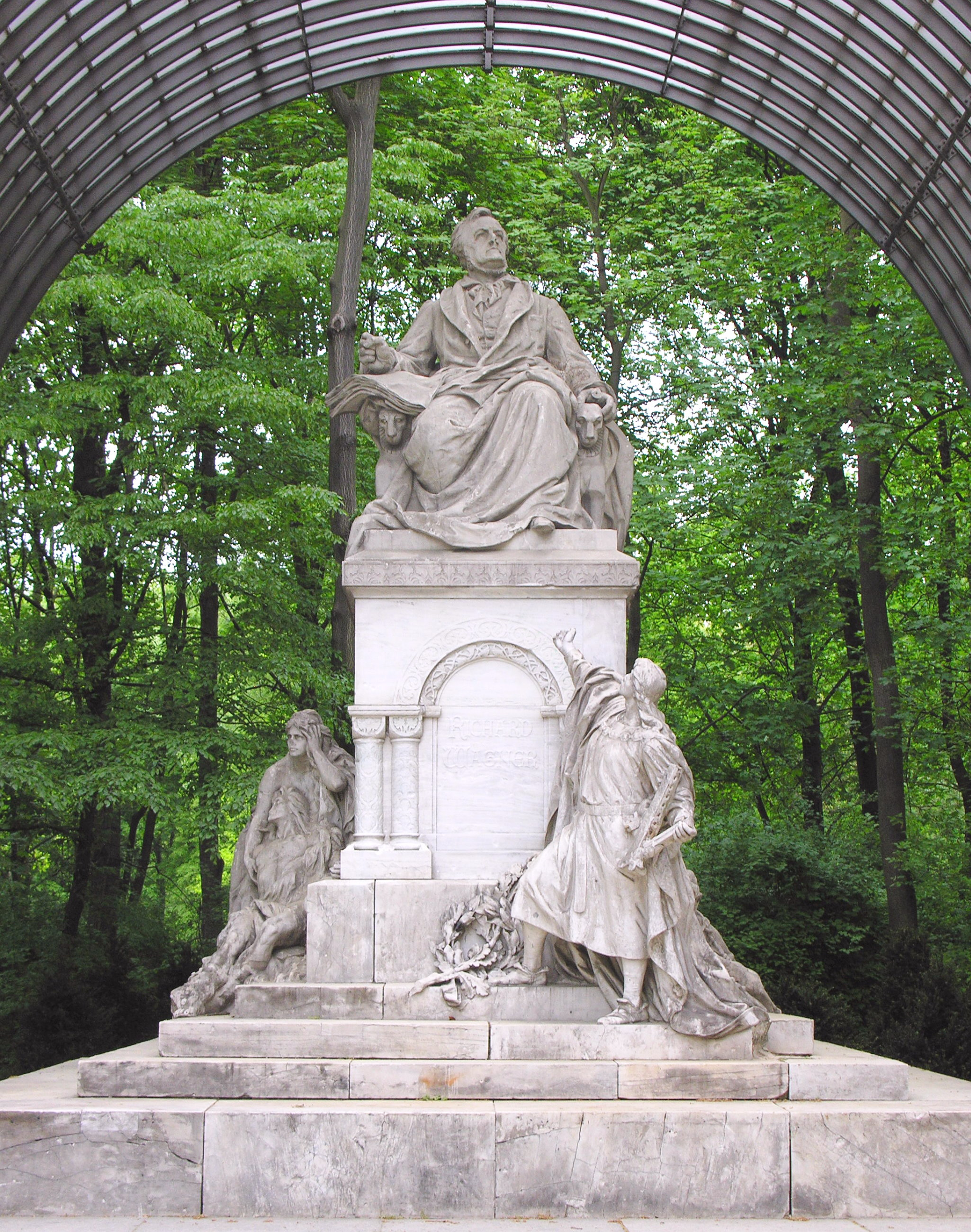
Richard-Wagner-Denkmal

Das Richard-Wagner-Denkmal am südlichen Rand des Großen Tiergartens in Berlin erinnert an den deutschen Komponisten Richard Wagner. Geschaffen in den Jahren 1901–1903 von Gustav Eberlein im Stil des Neobarock, gehört es zu den Werken der Berliner Bildhauerschule.

## Beschreibung
Das Denkmal befindet sich am südlichen Rand des Großen Tiergartens, gegenüber der Indischen Botschaft in der Tiergartenstraße. Auf dem breiten Unterbau erhebt sich der gedrungene neuromanische Sockel mit der Inschrift Richard Wagner. Die 2,7 Meter hohe Figur Richard Wagners thront auf einem Sessel, wohl im Augenblick der Inspiration den Blick in unbestimmte Fernen gerichtet. Die linke Hand ruht – vielleicht nach Tönen tastend – auf der Sessellehne, während die Rechte zur Faust geballt ein Bündel Notenblätter beschwert.
Gestalten aus seinen Werken umgeben den Sockel des im Sinne der Zeit zum Geistesheroen emporstilisierten Komponisten. Vorne am Sockel huldigt Wolfram von Eschenbach aus der Oper Tannhäuser und der Sängerkrieg auf Wartburg mit der Lyra in der Linken – als Einfall Kaiser Wilhelms II. gewissermaßen stellvertretend für die Deutsche Nation – dem Genius Richard Wagners. Der Lorbeerkranz und der Eichenzweig zu seinem rechten Fuß verweisen auf ewigen Ruhm. Der Eichenzweig kann auch als Verweis auf den „deutschen Nationalbaum“ Eiche und damit als nationales Symbol gesehen werden.
An der Ostseite ist Tannhäuser aus der gleichnamigen Oper im Pilgergewand niedergesunken und an der gegenüberliegenden Westseite klagt Brünnhilde um den tot vor ihr liegenden Siegfried, beides Figuren aus Wagners Operntetralogie Der Ring des Nibelungen. Ebenfalls zu diesem Opernzyklus gehören an der Rückseite des Denkmals Alberich, der mit seinen Armen den Nibelungenhort umspannt, und eine der Rheintöchter, die neckisch in den Bart von Alberich greift. Für das Denkmal wie für den Unterbau verwendete Gustav Eberlein pentelischen Marmor.

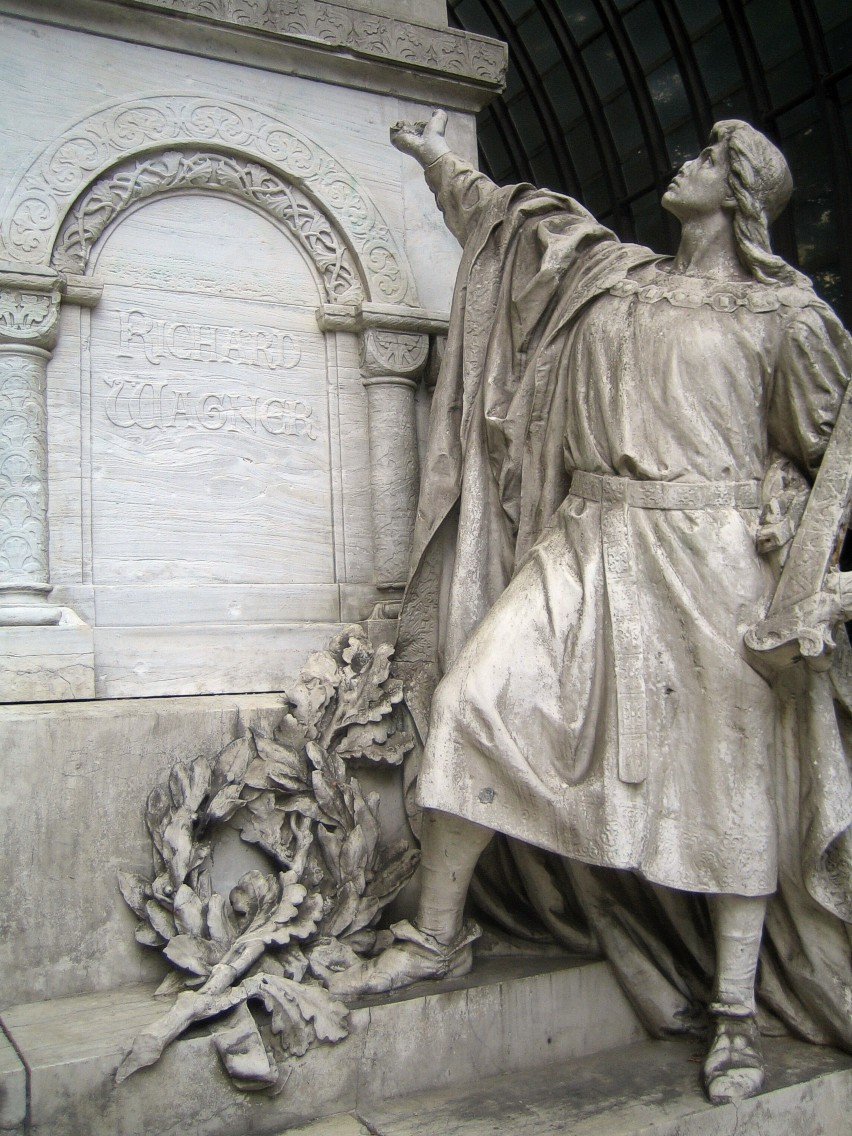
Eschenbach (Vorderseite)
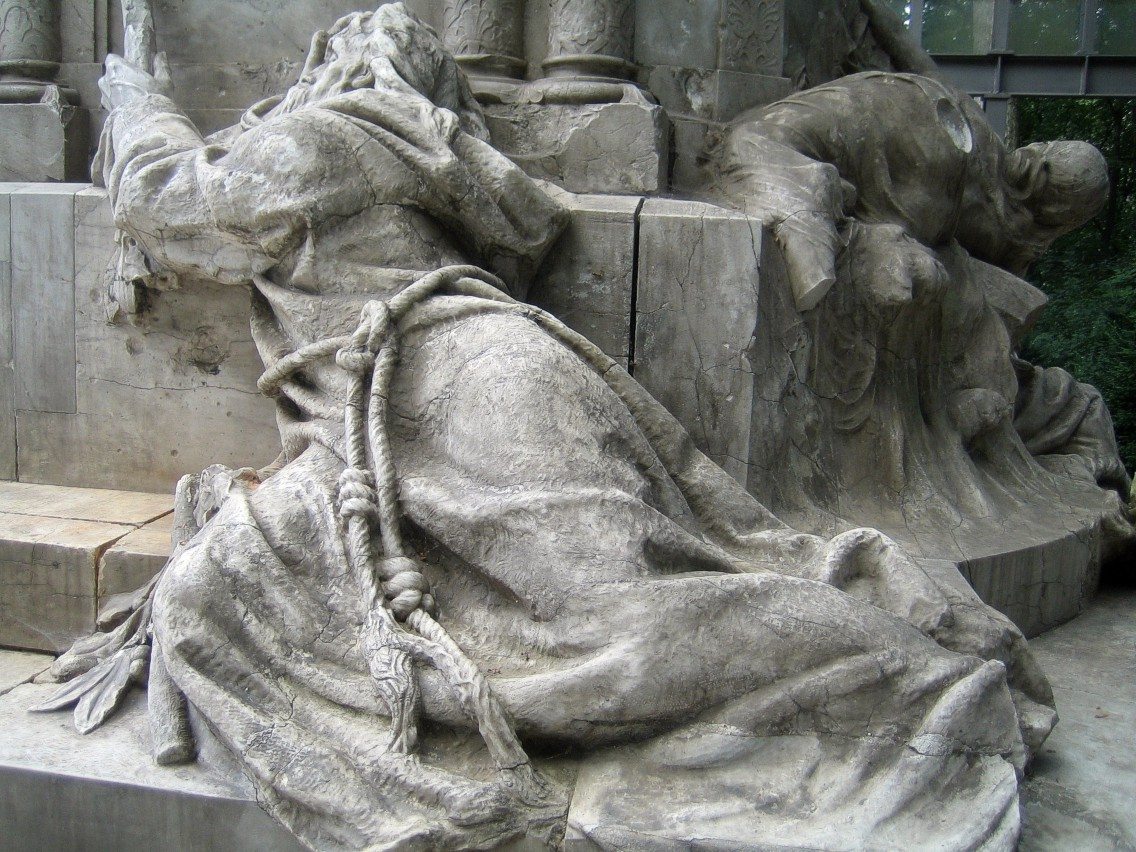
Tannhäuser (Ostseite)
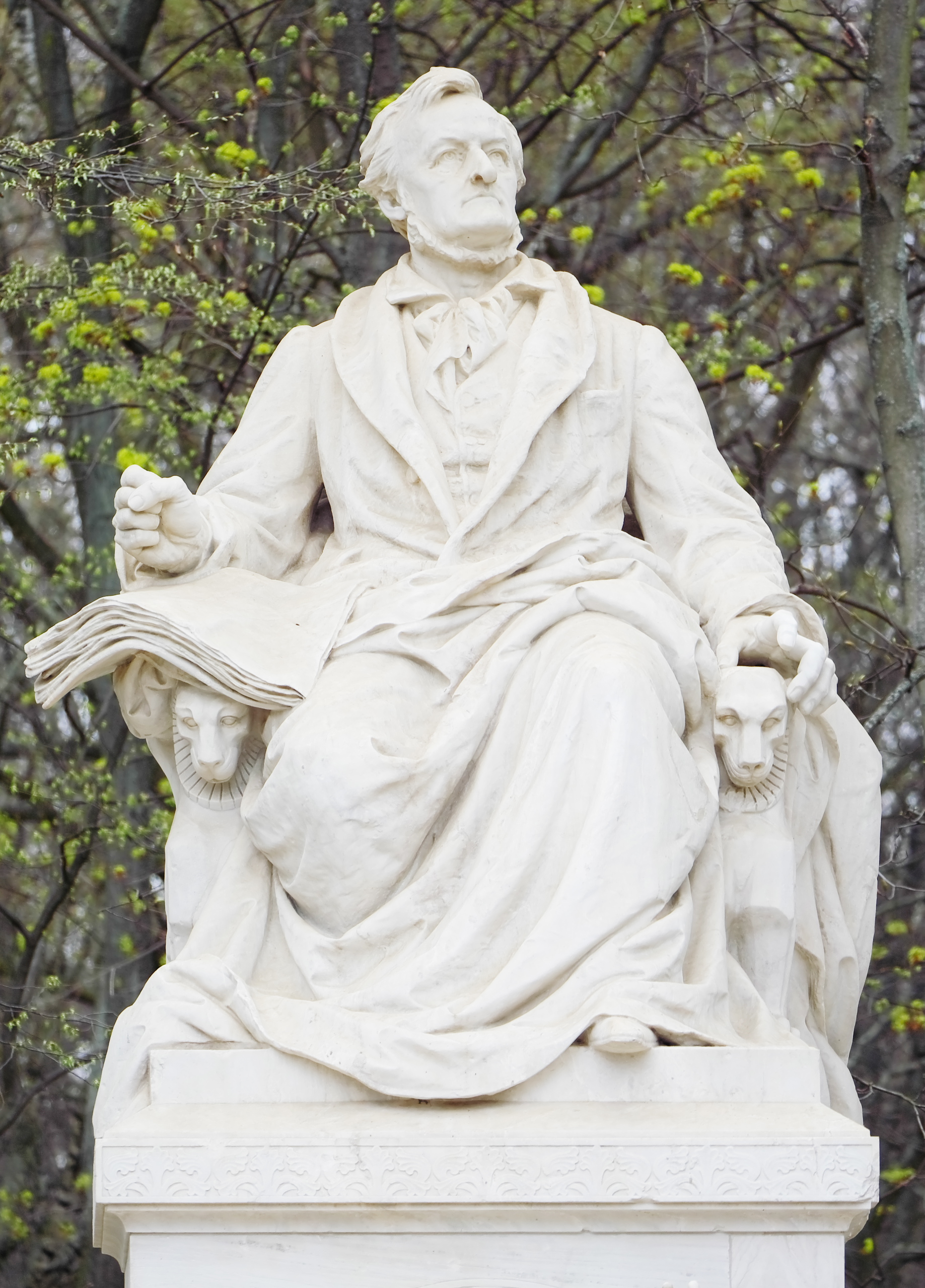
Richard Wagner
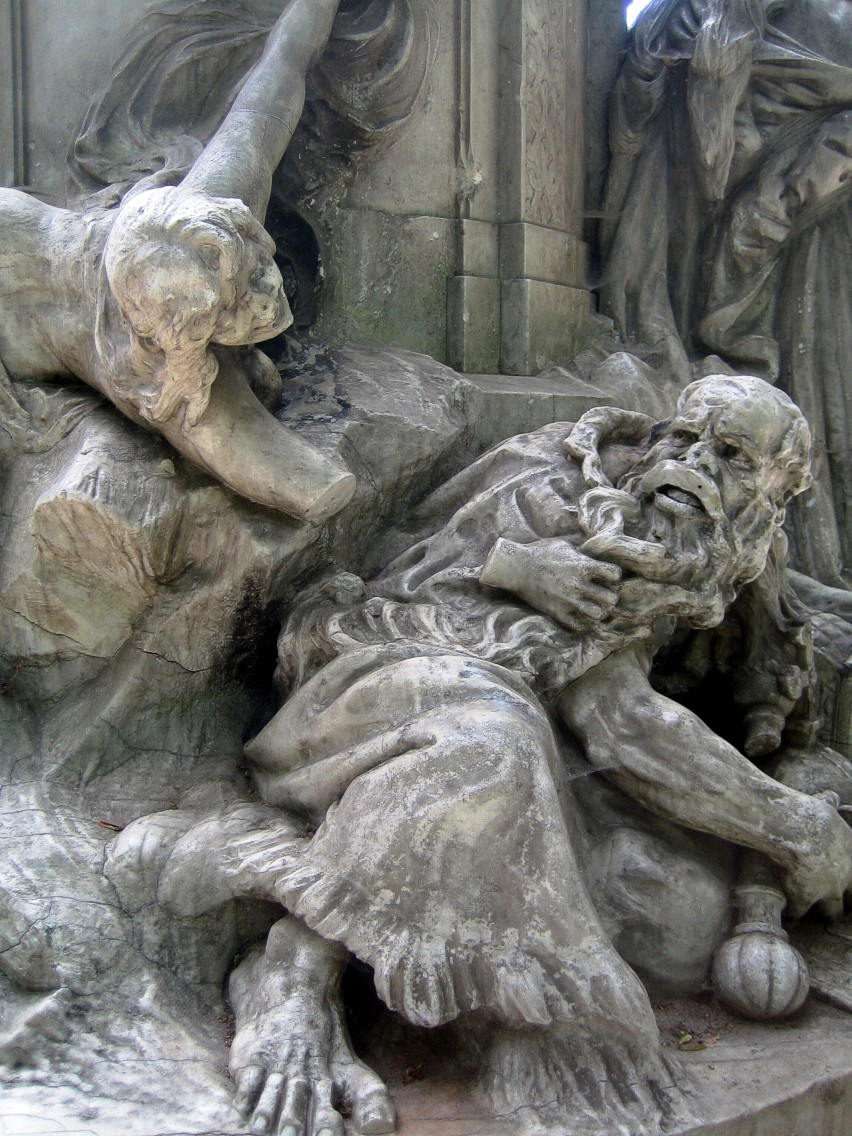
Rheintochter und Alberich (Rückseite)
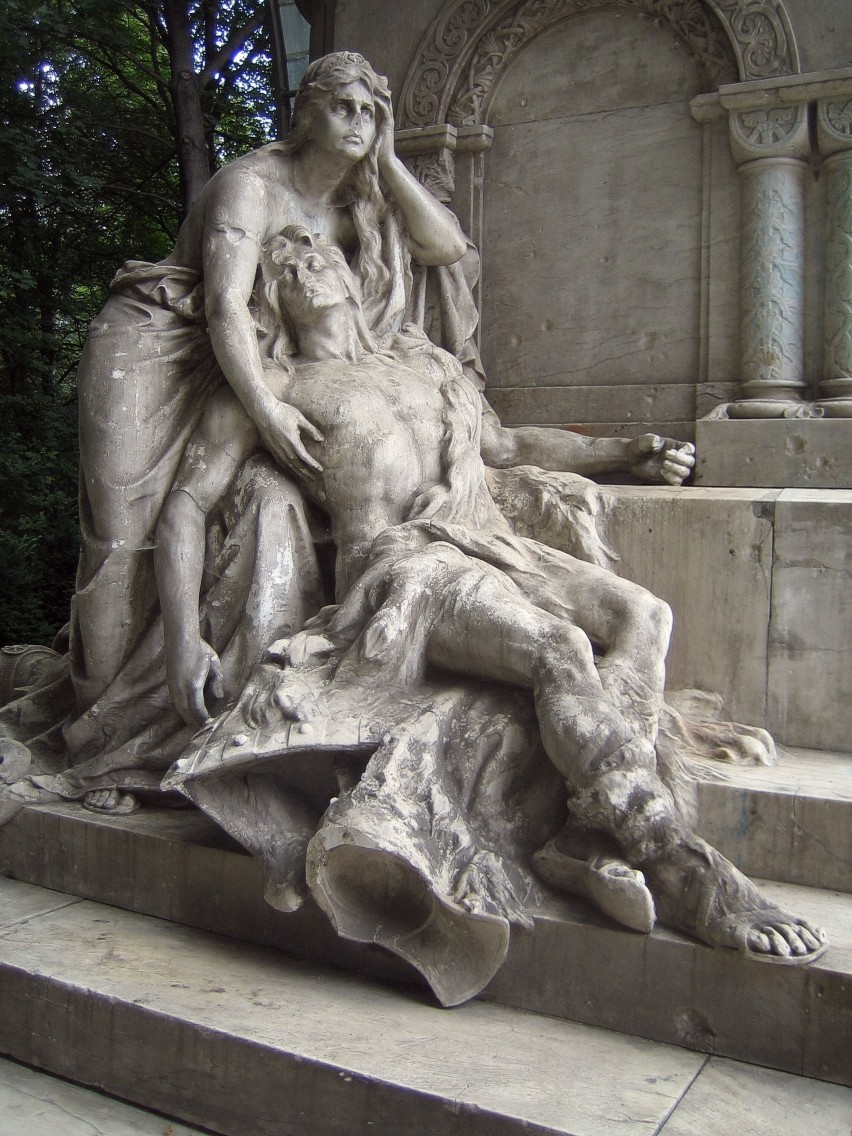
Brünnhilde und Siegfried (Westseite)
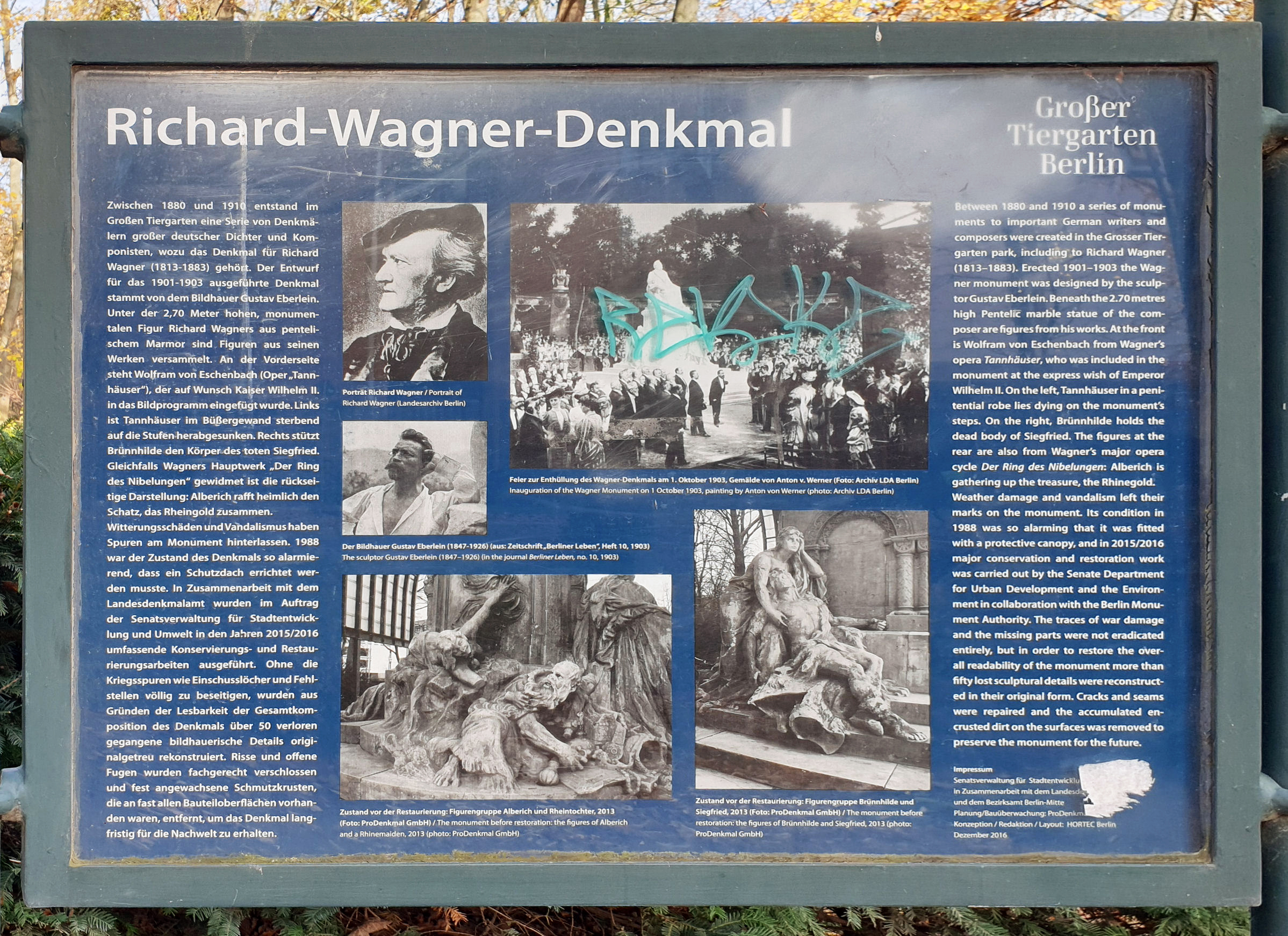
Gedenktafel

## Geschichte
Stifter des Denkmals war der Kosmetikproduzent Ludwig Leichner. Der ehemalige Sänger war reich geworden durch die innovativen Produkte seiner Poudre- und Schminkenfabrik. Der Errichtung ging ein 1901 ausgeschriebener offener Architektenwettbewerb voraus. Daraus entstand anschließend ein engerer Wettbewerb aus den 10 besten vorausgewählten Projekten. Nur drei Entwürfe blieben am Ende übrig, die die Juroren aber auch nicht sonderlich überzeugt hatten. Schließlich wurde dem Bildhauer Gustav Eberlein die Ausführung übertragen. Eberlein war neben Reinhold Begas einer der bedeutendsten Vertreter des Wilhelminismus in der bildenden Kunst und einer der Bildhauer für die Figuren der Siegesallee. Im Juli 1902 erfolgte die Gypsmodellabnahme durch eine hochkarätig besetzte Kommission, so dass die anschließende Herstellung erfolgen konnte. Auch die Vorbereitungen für die Enthüllungsfeier konnten nun beginnen. Es sollte das letzte öffentliche Monument Eberleins in Deutschland werden.
Die Enthüllung des Denkmals am 1. Oktober 1903, ein gesellschaftliches Ereignis in Gegenwart des kaiserlichen Prinzen Eitel Friedrich von Preußen, ließ Ludwig Leichner durch den Historienmaler Anton von Werner in einem 1908 vollendeten Ölgemälde mit dem Titel Enthüllung des Richard-Wagner-Denkmals im Tiergarten festhalten. Im Zentrum des Bildes begrüßt der Prinz in Paradeuniform Ludwig Leichner, der zur Rechten von Gustav Eberlein begleitet wird. Dahinter findet sich eine Gruppe Berliner Künstler, darunter der Bildhauer Peter Breuer, der Architekt Hermann Ende und der Maler Ludwig Knaus. Am linken unteren Bildrand hat sich der Maler selber in das Geschehen hineingemalt. Sein nach links gewandtes Profil ist inmitten einer Gruppe deutlich zu erkennen. Der Maler Adolph Menzel hielt eine der Festreden.
Den Zweiten Weltkrieg überstand das Denkmal ohne größere Schäden. Witterungseinflüsse und Vandalismus erforderten jedoch zu Beginn der 1980er Jahre Maßnahmen zur Rettung des Denkmals. Der desolate Zustand des Marmors und der gewaltige Umfang des Denkmals verhinderten eine Verwahrung des Originaldenkmals und den Ersatz durch eine Nachbildung. Einerseits bestand die Gefahr, dass der Stein bei der Umsetzung einfach zerbröckelt wäre, andererseits stand im Lapidarium, dem üblichen Verwahrungsort, kein Platz zur Verfügung. 1987 erhielt das Denkmal deshalb nach einem Entwurf der Architektin Marianne Wagner ein Schutzdach, eine Stahlkonstruktion in Form eines plexiglasüberdeckten Tonnengewölbes. Ein Wachsüberzug schützt den Stein zusätzlich vor Witterungseinflüssen.

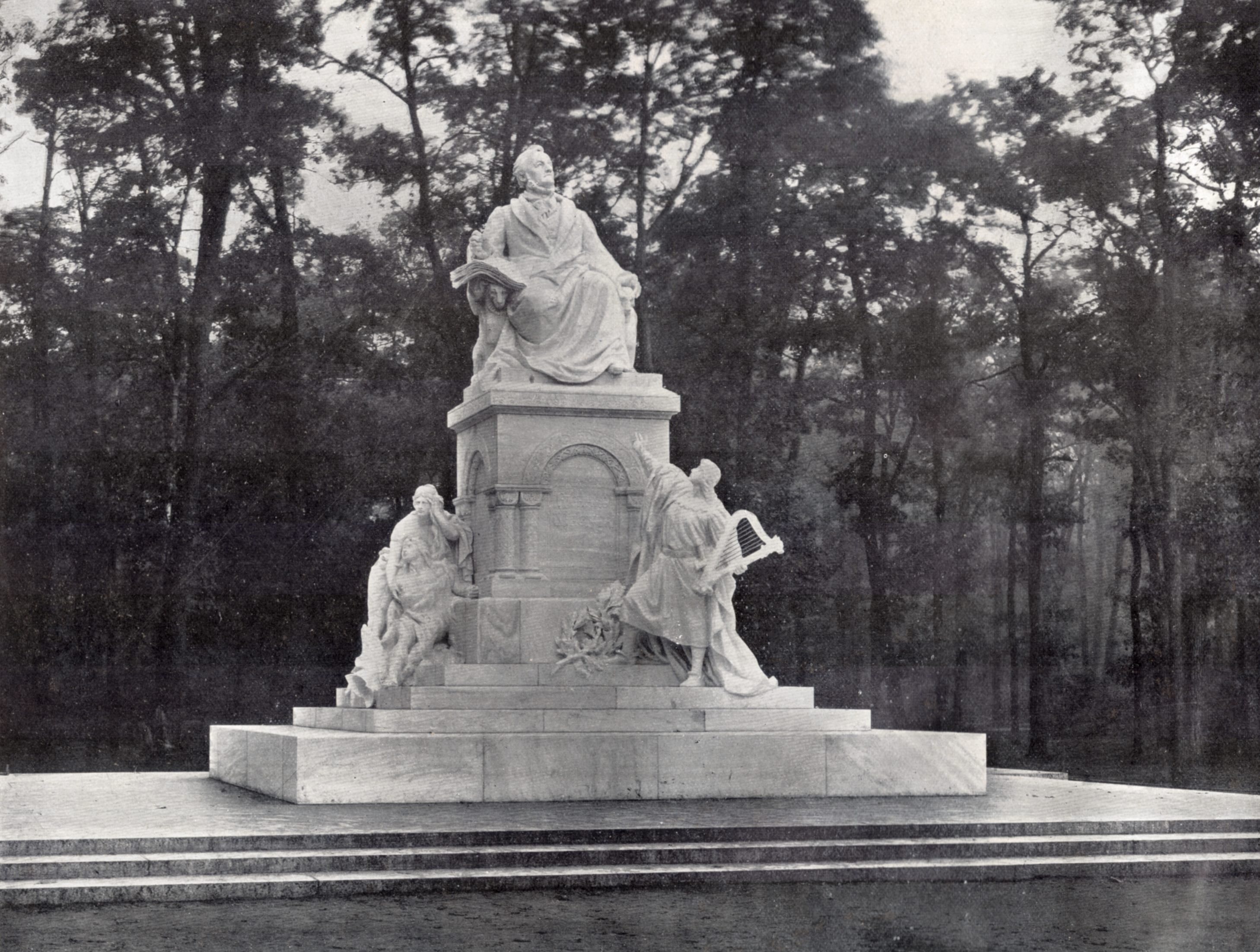
Foto von 1904
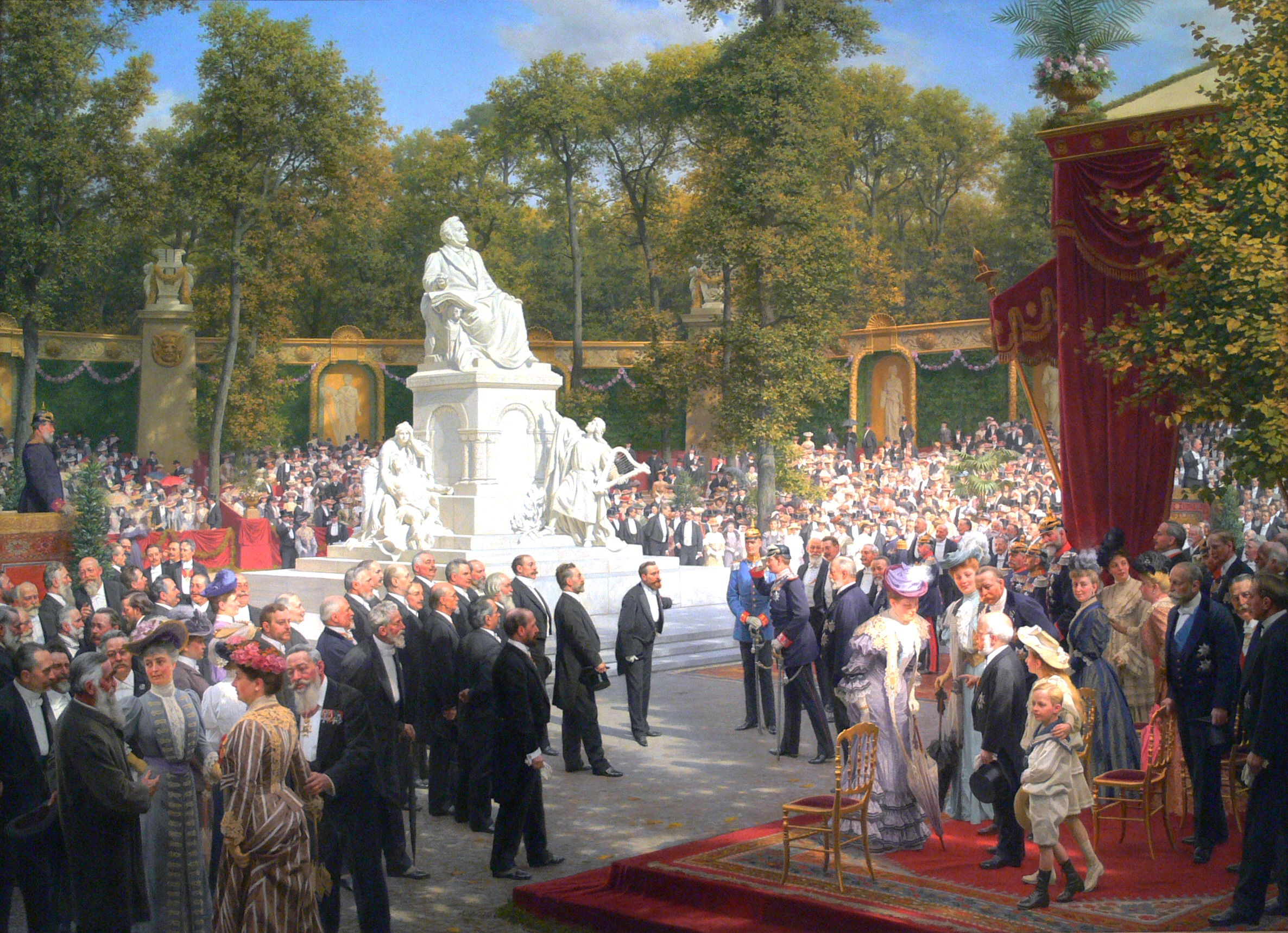
Gemälde von 1908
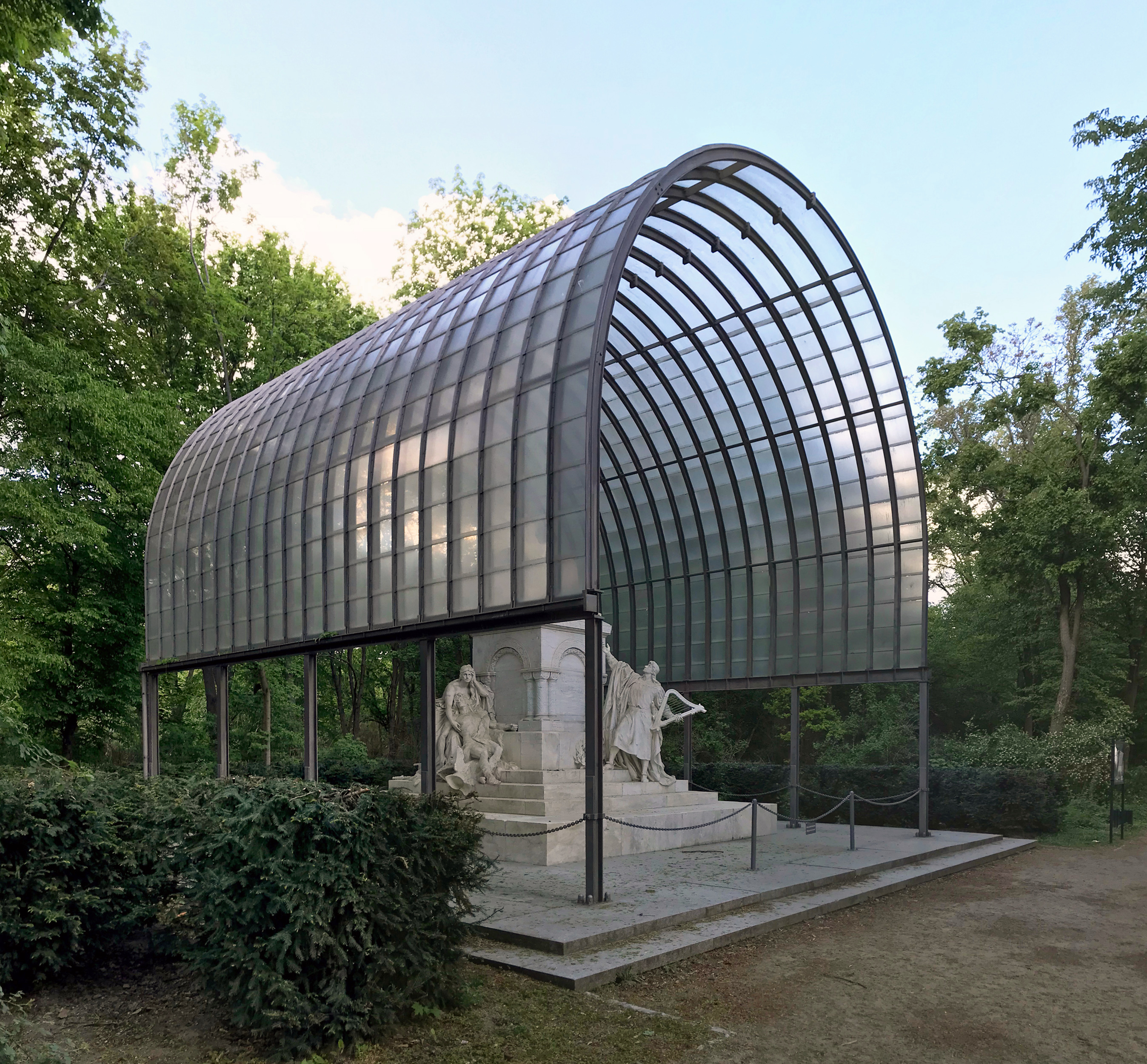
Schutzdach von 1987